# John Varvatos

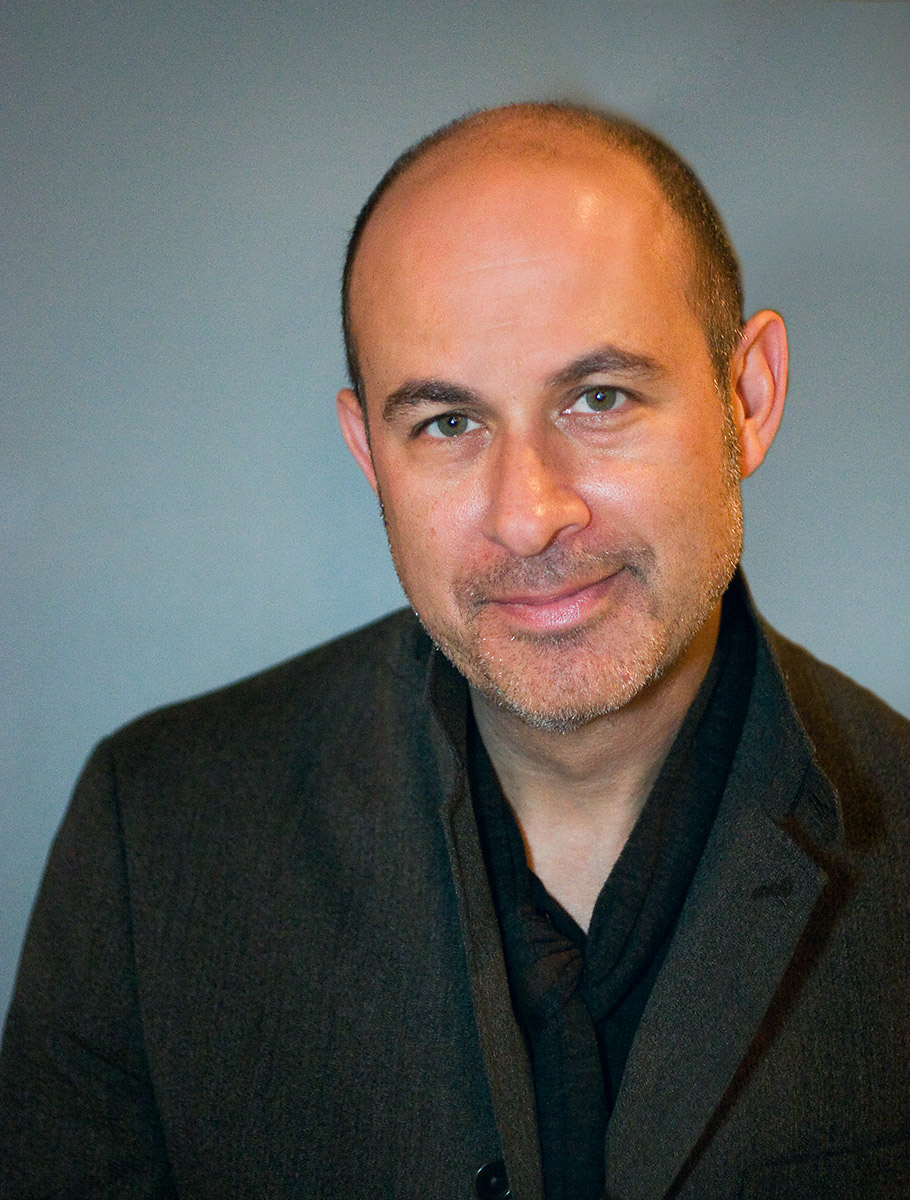
John Varvatos en 2006.

John Varvatos (Detroit, Míchigan, circa 1955) es un diseñador de moda estadounidense de origen griego especializado en indumentaria masculina.

## Biografía
La familia Varvatos proviene de la aldea de Poulata, en la isla griega de Cefalonia. John Varvatos nació en Detroit, pero se crio en Allen Park, donde acudió a la secundaria Allen Park High School. Varvatos se unió a la compañía Polo Ralph Lauren en 1983. En 1990 entró a trabajar a Calvin Klein, donde se convirtió en jefe de la línea de ropa masculina, puesto con en el que supervisó el lanzamiento de la colección para hombres con la marca CK. En 1995, regresó a Ralph Lauren como jefe de diseño masculino para todas las marcas de Polo Ralph Lauren y creó la compañía Polo Jeans.

## John Varvatos como empresario
A fines de 1999, Varvatos fundó su propia marca, lanzando su primera colección en Nueva York al finalizar el año 2000. Con el paso del tiempo, la empresa comercializa cinturones, bolsos, calzado, anteojos, relojes y fragancias.
En septiembre de 2000, a meses de mostrar su primera colección, John Varvatos inauguró una boutique en el barrio de SoHo. Sus colecciones son distribuidas en todas sus tiendas, incluida una que se instaló en el lugar que antiguamente albergaba al club underground CBGB, y también a través de grandes almacenes. En el 2001, a John Varvatos se le otorgó la licencia para diseñar una línea de zapatillas Converse, lo cual continúa haciendo hasta la actualidad.
El 2 de mayo de 2009 se estrenó Born in Detroit, un programa radial que John Varvatos conduce mensualmente en Sirius XM Radio. En el espacio se incluyen canciones y entrevistas a diversos artistas que han influido en la carrera de Varvatos en la moda.
En el 2012, Varvatos se unió al equipo de mentores del programa de telerrealidad de NBC Fashion Star, donde compiten diseñadores de moda. Al año siguiente, John participó como diseñador de una lujosa edición limitada del automóvil Chrysler 300C que fue comercializada con fines caritativos.
John Varvatos atribuye su interés en la moda a su obsesión con el rock and roll. Las campañas publicitarias de sus principales colecciones, fotografiadas por Danny Clinch, han incluido a músicos y bandas como Iggy Pop, Alice Cooper, Velvet Revolver, Chris Cornell, Dave Matthews, The Roots y Green Day. La música también está dentro de los esfuerzos filantrópicos de la marca, de hecho, creó la fundación Save the Music y anualmente realiza la gala benéfica Stuart House.